# Siarczan baru
Siarczan baru (łac. barii sulfas), BaSO
4 – nieorganiczny związek chemiczny z grupy siarczanów, sól baru i kwasu siarkowego.

## Właściwości
W warunkach normalnych jest białym ciałem stałym, trudno rozpuszczalnym w wodzie (poniżej 0,01 g/l). Jego pH w roztworze wodnym (20 °C, jako zawiesina) wynosi około 7.

## Otrzymywanie
Można go otrzymać w reakcji baru lub tlenku baru z kwasem siarkowym:
Ba + H
2SO
4 → BaSO
4 + H
2
BaO + H
2SO
4 → BaSO
4 + H
2O
Występuje naturalnie jako minerał baryt.

## Zastosowanie
Związek ten jest otrzymywany przez mielenie barytu lub strącanie z roztworów innych soli baru kwasem siarkowym. Głównie wykorzystywany jest jako: farba (biel barowa/barytowa), środek kontrastowy przy prześwietleniach przewodu pokarmowego, wypełniacz do kauczuku i białych tworzyw sztucznych oraz farb zwanych litoponami.

## Toksyczność
Siarczan baru nie jest substancją toksyczną.
W wypadku kontaktu substancji z oczami należy przemyć je dużą ilością wody.